# Kada Alajh
Kada Alajh (arab. قضاء عاليه, ang. Aley District) – jednostka administracyjna w Libanie, należąca do Muhafazy Dżabal Lubnan, położona na południowy wschód od Bejrutu.  Dystrykt zamieszkiwany jest głównie przez druzów, a w dalszej kolejności: maronitów, prawosławnych i grekokatolików, sunnici i szyici są nieliczni. 

## Wybory parlamentarne
Na okręg wyborczy, obejmujący dystrykt Alajh, przypada 5 miejsc w libańskim Zgromadzeniu Narodowym (2 druzów, 2 maronitów, 1 prawosławny).